# Ипсило
Ипсило (грч. Υψηλό) је насељено место у општини Доксат у периферији Источна Македонија и Тракија, Грчка. Према попису из 2021. године било је 42 становника.
Ипсило је 1913. године имало 310 житеља Турака. Године 1923. турско становништво је принудно исељено у Турску а на њихово место је насељено око 100 грчких избегличких породица, којих је на попису из 1928. године било 305. Село се раније звало Касанли.